# Breedhalsstompkaak
De breedhalsstompkaak (Badister dilatatus) is een keversoort uit de familie van de loopkevers (Carabidae). De wetenschappelijke naam van de soort werd in 1837 gepubliceerd door Maximilien de Chaudoir.